# Hajime Toyoshima
Pour les articles homonymes, voir Toyoshima.

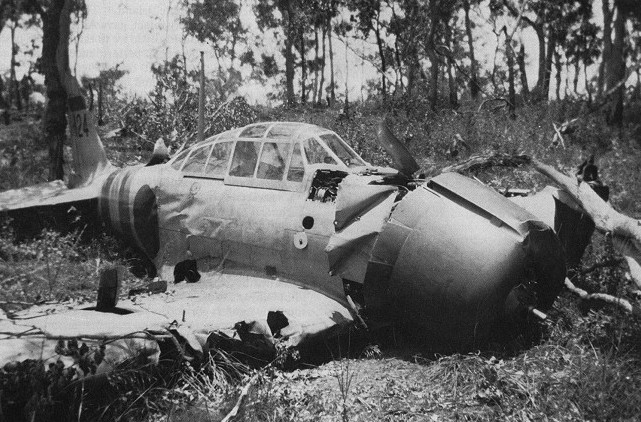
L'avion d'Hajime Toyoshima, après son écrasement au sol.

Hajime Toyoshima (japonais : 豊嶋一), né 20 mars 1920 au Japon et mort le 5 août 1944, était un aviateur japonais de la marine impériale japonaise lors de la Seconde Guerre mondiale.

## Bombardement de Darwin
Son Mitsubishi A6M « Zero » a été le premier avion de ce type (après ceux récupérés après l'attaque de Pearl Harbor) à être récupéré relativement intact sur le territoire des Alliés, quand il s'est écrasé sur l'île Melville, dans le Territoire du Nord, en Australie. Toyoshima participait au bombardement de Darwin et avait été envoyé sur zone depuis le porte-avions Hiryū.

## Évasion de Cowra
Toyoshima a été le premier prisonnier de guerre japonais à être capturé en Australie et lors de sa détention, il fut l'un des instigateurs de l'évasion du camp de prisonniers de guerre de Cowra, en Nouvelle-Galles du Sud, sonnant du clairon pour signaler le début de l'évasion. Il mourut peu après dans l'évasion.